# Freeline
A freeline San Franciscoból származó extrém sport. Ryan Farelly 2005-ben hozta létre a hozzá szükséges sporteszközt, mely két különálló deszkából áll, amikhez külön erre a célra kifejlesztett nagy teherbírású felfüggesztésekkel kapcsolódik két-két kerék. A gördeszkázás, a snowboardozás a szörfözés és a görkorcsolyázás élményét egyesíti. Jelentősen egyensúlyérzék fejlesztő hatású.

## Története
Ryan Farelly ötlete 2003-ban San Franciscoban fogalmazódott meg, mikor a downhill, vagy más néven lejtőző deszkázást akarta forradalmasítani. Szeretett volna egy módszert amivel ezeket a lejtőzéseket könnyebben irányíthatóvá és élvezhetőbbé lehetne tenni. A korai prototípusok inkább egysoros gördeszkához hasonlítottak, azonban egy véletlen folytán észrevette, akkor is képes uralni egyensúlyát ha két külön elemen áll. Így találta fel ezt az újabb extrém megoldást.

## Modellek

### OG
Ez az eredeti Freeline-modell. Két különálló lapból és masszív 1,5 tonnás teherbírású 356-T6 típusú alumíniumból öntött felfüggesztésből áll. Hosszanti irányban a laphoz képest keresztbe helyezkedik el az ABEC-7-es csapágyakon forduló 2-2 db széles kerék. A felső részen a gördeszkákon használt griptape feladata a talpak csúszkálásának gátlása. A felszerelés a lábhoz, csakúgy mint a gördeszkánál nincs rögzítve semmilyen egyéb módon.

### GROM
Az egyszerűbb kivitelezésű könnyű rétegelt falapból készített deszkák alumínium felfüggesztéssel kapcsolódnak a kerekekhez. Kisebb tengelytávolságukkal az OG modellnél könnyebben irányíthatók. Kezdők részére segédkerekek csatlakoztathatók hozzájuk, melyek a stabilitást segítik a helyes technika elsajátításáig.

## Képviselői

### Külföldön
A világ legkülönbözőbb pontjain kb. 25 millió freelineos van. Európa szerte igen népszerű, főként Hollandiában, Német- és Franciaországban. Mivel a tengeren túlról származik természetesen az USA-ban és Mexikóban valamint a napjainkban mindenben feltörekvő távol-keleti országokban (Japánban) is ismerik.

### Magyarországon
Hazánkban 2010 óta ismert. Kereskedelmi forgalomba 2010 májusában került. A sportot főleg fiatalok űzik. Budapesten a Magyar Freeline Csapat tart edzéseket.